# ソニー・ランダム
ソニー・ランダム（Sonny Landham, 本名：William M. Landham, 1941年2月11日 - 2017年8月17日）は、アメリカ合衆国の俳優。ジョージア州カントン出身。チェロキーとセミノールの血を引く。
1970年代にポルノ俳優として活躍、その後はウォルター・ヒル監督作品や『プレデター』で知られる。
2002年にケンタッキー州知事選挙に共和党から出馬するが、落選した。
その後はケンタッキー大学で学位取得に励んでいる。
2017年8月17日にケンタッキー州レキシントンの病院でうっ血性心不全により死去した。76歳。

## 主な出演作品
- ウォリアーズ The Warriors (1979)
- グロリア Gloria	(1980)
- サザン・コンフォート/ブラボー小隊 恐怖の脱出 Southern Comfort (1981)
- ポルターガイスト Poltergeist (1982)
- 48時間 48 Hrs. (1982)
- ダーティ・ヒーロー/地獄の勇者たち The Dirty Dozen: Next Mission (1985)
- ファイアーウォーカー Firewalker (1986)
- プレデター Predator (1987)
- アクション・ジャクソン/大都会最前線 Action Jackson (1987)
- ロックアップ Lock Up (1989)
- 帝王伝説 Best of the Best 2 (1993)
- CARNIVAL OF WOLVES　狼たちのカーニバル (1995)